# Be Bop Deluxe

Be Bop Deluxe.

Be Bop Deluxe est un groupe de rock progressif anglais très scénique et théâtral qui a connu un certain succès commercial dans la seconde moitié des années 1970.

## Histoire du groupe
Be Bop Deluxe est fondé en 1972 à Wakefield par Bill Nelson. Contrairement à ce que son nom laisse penser, le groupe ne jouera jamais de bebop, mais s’inspire plutôt des succès de la scène rock anglaise de la fin des années 1960.
Bill Nelson restera tout au long de la vie du groupe l’auteur principal ainsi que le guitariste et le chanteur du groupe. Dans ses premières années, le groupe comprenait en outre Ian Parkin à la guitare, Robert Bryan à la basse et Nicholas Chatterton-Drew aux percussions. Cette formation ne produira qu’un album, Axe Victim en 1974 suivi d’une courte tournée. 
Nelson dissout ensuite le groupe et essaie successivement plusieurs musiciens pour finalement choisir Simon Fox aux percussions, Charles Tumahai à la basse et Andrew Clark aux claviers. Cette formation enregistre les trois albums suivants du groupe.
Après la sortie de l’album Drastic Plastic, Nelson dissout le groupe Be Bop Deluxe pour en reformer un nouveau, appelé Bill Nelson's Red Noise en gardant Andy Clarke aux claviers.

## Discographie

### Albums studio
- Axe Victim (1974)
- Futurama (1975)
- Sunburst Finish (1976)
- Modern Music (1976)
- Drastic Plastic (1978)

### Compilations / Rééditions / Live
- Live! in the Air Age (1977)
- The Best Of Be Bop Deluxe: Raiding The Divine Archive (1986)
- Radioland: BBC Radio One Live In Concert (1994)
- Futurama (2019) (Deluxe édition : coffret 3CD+1DVD)
- Axe Victim (2020) (Deluxe édition : coffret 3CD+1DVD)
- Live! in the Air Age (2021) (Super Deluxe édition : coffret 15CD+1DVD)